# Schlagladung
Eine Schlagladung ist eine geringe Menge (ca. 250–500 g) eines brisanten Sprengstoffes, also TNT, RDX, Nitropenta, Semtex, C4 etc. mit einem einfachen Zündsystem, etwa einem Stück Sicherheitsanzündschnur oder einem elektrischen Sprengzünder.
Die Schlagladung erhält ihren Namen durch die Wirkung, die sie auf den Gegenstand bzw. das Objekt ausüben soll. Das geringe Gewicht reicht üblicherweise nicht dazu aus, eine Landmine auszulösen, ihre Sprengkraft jedoch sehr wohl, um den zu räumenden Sprengkörper, also Minen oder Blindgänger zu zerschlagen bzw. den darin enthaltenen Sprengstoff zur Umsetzung / Detonation zu bringen.
Nachdem sie aufgelegt wird, bezeichnet man sie auch als aufgelegte Ladung. Dem System nach ist sie eine geballte Ladung und keine verdämmte Ladung, da sie weder in ein Bohrloch eingebracht wird, noch in splitterbildenden Hohlkörpern verwendet wird.